# Boris, Babette und lauter Skelette
Boris, Babette und lauter Skelette ist ein Kinder-Comic von Tanja Esch. Babette ist ein Haustier, das sich jeder Einordnung entzieht. So kann sie etwa sprechen und aufrecht gehen. Als ihre Besitzerin für ein Jahr ins Ausland reist, passt ihr Nachbar Boris auf Babette auf. Der Comic wurde 2022 im Kibitz Verlag publiziert und mehrfach ausgezeichnet, unter anderem mit dem Deutschen Jugendliteraturpreis.

## Handlung
Die titelgebende Babette ist ein nicht einzuordnendes Haustier, obwohl sie in der Tierhandlung als Hamster verkauft wurde. Sie ist etwa so groß wie ein Kleinkind, hat gelbes Fell, läuft aufrecht auf zwei Beinen und kann sprechen, allerdings mit einem leichten Sprachfehler. Sie nuschelt und spricht ein „S“ oft wie ein „Sch“ aus. Außerdem liebt sie Fernsehsendungen – insbesondere Quizshows – Erdnussflips und alles, was gruselig ist, insbesondere Skelette. Als ihre 16-jährige Besitzerin Lynette für ein Jahr nach London verreist, bittet sie ihren jüngeren Nachbarn Boris, auf Babette aufzupassen. Da seine Eltern allerdings keine Tiere in ihrer Wohnung dulden, muss Boris seinen Gast verstecken. Damit Babette sich bei ihm wohlfühlt, verwandelt Boris sein Kinderzimmer regelrecht in eine Geisterbahn, wobei ihn sein Großvater Tajo tatkräftig unterstützt. Unter anderem hilft er seinem Enkel dabei, aus Ästen ein erstes Skelett zu basteln. Als Boris’ Eltern Babette doch entdecken, bringt der Vater sie in ein Tierheim. Mit zwei Freunden gelingt es Boris, sie Nachts wieder zu befreien. Danach kommt sie beim Großvater von Boris unter. Die beiden unterhalten sich auch über das „Anderssein“, das der Mann als dunkelhäutiger Einwanderer in den 1970er Jahren selbst erfahren musste. Babette selbst muss sich immer noch Fragen, was für eine Art Lebewesen sie eigentlich ist.

## Stil
Esch zeichnet mit klarem, kräftigem Strich in einem kindgerechten, bunten Cartoon-Stil. Ihre Bilder ordnet Esch in einer klaren Panelstruktur an. Eine wichtige Rolle für die Geschichte spielen die Beziehungen zwischen den Figuren. Das Verhältnis zwischen Boris und Babette fällt erst einmal distanziert aus, was auch an der Traurigkeit und Verlorenheit von Babette liegt. Im Laufe der Handlung wird die Beziehung zwar enger, aber nicht unbedingt herzlich. Boris’ Mutter arbeitet von zu Hause aus und ist im Umgang mit ihrem Sohn oft zerstreut und geistesabwesend. Sein Vater achtet penibel auf Ordnung und Sauberkeit in der Wohnung, kümmert sich um den Haushalt und seinen verwitweten Vater, der für Boris eine wichtige Bezugsperson ist.

## Veröffentlichungen
Boris, Babette und lauter Skelette erschien 2022 im Kibitz Verlag. Der Titel wurde ins Französische, Russische, Spanische und Ukrainische übersetzt.

## Kritiken
Sabine Scholz schreibt im Tagesspiegel, Esch schicke Babette mit „nonchalantem Witz“ in ihrem „unverwechselbaren bunten Cartoonstil“ auf eine „Suche nach sich selbst“. Die Kinder der Rezensistin ließen sich „bestens unterhalten“, insbesondere Babettes „abstruses Benehmen und ihr offensichtliches Nuschelproblem mit dem S-Laut“ habe die Kinder erheitert. Der später im Comic hergestellte, reale Bezug zum Thema Migration entkräfte die „zuvor etablierte beschwingte Unverkrampftheit und natürliche Charakterdiversität ein wenig“.
In einer Rezension vom Borromäusverein heißt es, Esch erzähle „mit viel Witz“ und zeichne „mit bunten, ansprechenden Panels“. Gegen Ende biete der Comic eine „zum Nachdenken anregende Botschaft zum Thema Migration und Anderssein an“.
Sowohl im Kika, als auch bei 3sat-Kulturzeit wurde Boris, Babette und lauter Skelette als Buchtipp für Kinder vorgestellt.

## Auszeichnungen
Als einer von zehn Titeln konnte sich Mit Boris, Babette und lauter Skelette im Leipziger Lesekompass 2023 platzieren, der gemeinsam von der Stiftung Lesen und der Leipziger Buchmesse ausgelobt wird. Aus diesen zehn Titeln wählte eine Kinder- und Jugendjury zusätzlich ihre Favoriten aus. Zusammen mit Heartsopper. Volume 1 von Alice Oseman wurde Boris, Babette und lauter Skelette zum Sieger gekürt. Der Comic sei „unheimlich humorvoll und niedlich, obwohl es sich mit einem sehr ernsten Thema beschäftigt. Anders sein kann echt gruselig sein“. Bei der Kinderjury kam die „lustige Sprechweise von Babette und ihr herzlich lieber Charakter“ besonders gut an.
Im gleichen Jahr wurde Boris, Babette und lauter Skelette mit dem Deutschen Jugendliteraturpreis ausgezeichnet. In ihrer Begründung hält die Jury fest, der „knallig-bunte Kindercomic“ erzähle „[t]emporeich und mit viel Humor“ vom „Selbstfindungsweg einer kurios charmanten Ausnahmefigur“. Esch gestalte mit „großer Selbstverständlichkeit“ die Diversität ihrer Figuren aus und biete jungen Lesern „vielfältige Anknüpfungspunkte an eigene Erfahrungswelten“. Es sei eine „starke (bild)sprachliche Leistung, eine Figur zu schaffen, die gleichermaßen fordernd und sehnsüchtig, komisch und verloren“ ausfalle. In der fast 70-jährigen Geschichte des Deutschen Jugendliteraturpreises gingen bis dahin nur wenige Auszeichnungen an Comics.
2024 ging mit dem Max-und-Moritz Preis in der Rubrik „Bester Comic für Kinder“ eine weitere Auszeichnung an Boris, Babette und lauter Skelette. Die Jury urteilte, das „unterhaltsame Buch“ nähere sich „[a]uf amüsante und ganz selbstverständliche Weise […] dem Thema der Identitätssuche und des 'Andersseins'“.